# کرهوف (منطقه تربیچ)
کرهوف (به چکی: Krhov) یک منطقهٔ مسکونی در جمهوری چک است که در منطقه تربیچ واقع شده‌است.
 کرهوف ۶٫۶۲ کیلومتر مربع مساحت و ۲۰۲ نفر جمعیت دارد و ۴۰۸ متر بالاتر از سطح دریا واقع شده‌است.